# 1938년 뉴욕 영화 비평가 협회상
제4회 뉴욕 영화 비평가 협회상은 1938년 영화를 대상으로 하는 시상식이다.

## 수상 및 후보

### 작품상
- 히포크라테스의 선서

### 감독상
- 반드리카 초특급 - 알프레드 히치콕 수상

### 여우주연상
- 세 전우 - 마가렛 설리반 수상

### 남우주연상
- 더럽혀진 얼굴의 천사 - 제임스 카그니 수상

### 외국영화상
- 위대한 환상

### 특별상
- 백설공주와 일곱 난쟁이 - 월트 디즈니 수상